# Eero Heinäluoma

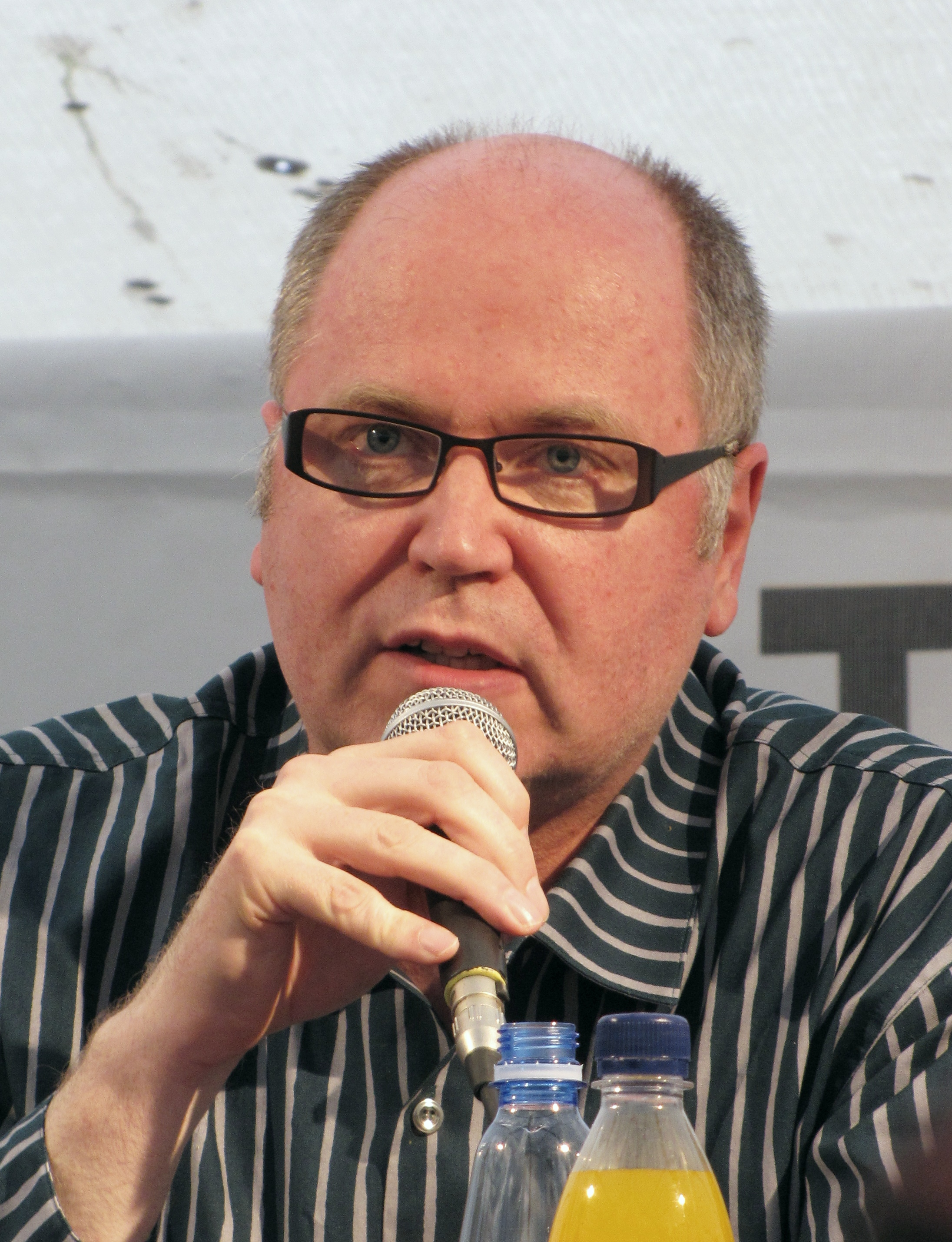
Eero Heinäluoma år 2009.

Eero Olavi Heinäluoma, född 4 juli 1955 i Gamlakarleby, är en finländsk politiker (socialdemokrat). Åren 2011–2015 var han Finlands riksdags talman.

## Biografi
Heinäluoma var länge aktiv i den finländska fackföreningsrörelsen där han började som ungdomssekreterare inom Finlands Fackförbunds Centralorganisation (FFC). Det var från en chefspost i samma organisation som han tog steget in i politiken, först som partisekreterare för socialdemokraterna (SDP) 2002 och strax därefter som riksdagsledamot efter valet 2003.
Från 2005 till 2007 var Heinäluoma vice statsminister och finansminister i Matti Vanhanens ministär. På partikongressen 2005 valdes han till Paavo Lipponens efterträdare som ordförande för Finland socialdemokratiska parti.
Heinäluoma misslyckades som finansminister i april 2006 att få gehör under för ökad övervakning av finansiella institutioner, trots ihärdiga försök. Under Världshandelsorganisationens Doharunda agerade Heinäluoma för ökad frihandel; han vill intensifiera det transatlantiska samarbetet.
SDP led nederlag i riksdagsvalet 2007 och fick lämna regeringen. Året därpå efterträdde Jutta Urpilainen honom som partiledare.
Heinäluoma har aktivt verkat för Finlands inträde i Europeiska unionen. Trots detta valde han att inte ställa upp i Europaparlamentsvalet 2009. Däremot var han kandidat i Europaparlamentsvalet 2019 och invaldes. I Europaparlamentet är han numera ledamot i budgetutskottet, utskottet för ekonomi och valutafrågor, delegation till den parlamentariska partnerskapsförsamlingen EU‒Förenade kungariket och delegationen till den parlamentariska samarbetskommittén EU-Ryssland. Dessutom är han suppleant i underutskottet för säkerhet och försvar och delegationen till den gemensamma parlamentarikerkommittén EU-Turkiet.
Heinäluoma har sagt att ”När sextio procent av finländarna säger att invandringen inte bör öka är det inte rasism, det är en helt förnuftig reaktion i ett läge när vi har 300 000 arbetslösa”.

### Familj
Eero Heinäluoma är gift och har tre barn. Han är bosatt i Helsingfors.